# Meko lemljenje
Meko lemljenje je spajanje metalnih materijala pomoću rastaljenog dodatnog materijala ili lema, čije je talište niže od tališta osnovnog materijala koji se spaja, a iznosi ispod 350 ºC (temperatura taljenja olova Pb je 327,46ºC). S druge strane, tvrdo lemljenje se spaja s temperaturom lema višom od 350 do 1000 ºC. 
Lemljeni se spojevi postižu fizikalnom promjenom materijala na mjestu spoja. Atomi rastaljenog lema difuzijom ulaze u površinski sloj spojnih dijelova, pa se stvara slitina (legura) lema i spojnih dijelova. Da bi legiranje bilo uspješno, površine spojnih dijelova treba zagrijati na radnu temperaturu lemljenja koja mora biti nešto viša od temperature skrutišta (temperatura solidus) za lem. Lemiti se mogu metalni dijelovi različitih tališta, ali uz uvjet da im je talište barem 50 ˚C više od talište lema (temperatura likvidus). Lemiti se mogu i nemetalni dijelovi, ako im se površina prethodno metalizira. 
Područje taljenja nekog lema je područje temperatura od početka taljenja (temperatura solidusa), do potpuno rastaljenog stanja (temperatura liquidusa). Pod radnom temperaturom podrazumijeva se najniža temperatura površine izratka na mjestu lema, na kojoj temperaturi se lem može omrežati, proširivati i vezati na osnovni materijal izratka. Radna temperatura mora uvijek biti viša od temperature solidusa, no ipak smije biti ispod ili iznad temperature liquidusa. Preko granične plohe lem/osnovni materijal odvija se izmjena mjesta atoma, a time i difuzija (legiranje). Zbog toga površine lemljenja moraju biti po mogućnosti glatke (dubina hrapavosti ne preko 20 μm) i dobro očišćene. Da bi se odstranili još postojeći površinski tanki slojevi i da bi lem mogao dobro omrežiti površinu lemljenja, upotrebljavaju se otopine soli (DIN 8511). Upotrebljavaju se i zaštitni plinovi, koji sprječavaju ili smanjuju mogućnost oksidacije površine lemljenja, prije nego što se dostigne radna temperatura.

## Prednosti i nedostaci mekog lemljenja
Prednosti:
- utjecaj temperature na osnovni materijal je manji nego kod zavarivanja;
- kontrola procesa je vrlo dobra;
- upotrebom više lemova mogu se dobiti složene strukture;
- potrebno je manje energije nego kod zavarivanja;
- i za spajanje dijelova različite debljine i tankih dijelova;
- dobra toplinska i električna vodljivost;
- moguće spajanje velikih površina;
- pogodno za serijsku proizvodnju komponenti malih izmjera.

Nedostaci:
- čvrstoća spojeva dobivenih mekim lemljenjem je ograničena
- mala otpornost na visoke temperature;
- lemovi djelomično sadrže skupe plemenite metale;
- postoji opasnost od pojave elektrolitske korozije;
- u odnosu na zavarivanje priprema površina spoja može biti skuplja.

## Lemljeni spoj
Lemljeni spoj se može postići na dva načina: lemljeni spoj postignut uza zračnost z i lemljeni spoj sa šavom. 

### Lemljeni spoj sa zračnošću
Dva su dijela preklopljena tako da duljina prijeklopa ne bude manja od 4 do 6 s, gdje je s debljina materijala koji se lemi. Između površina dijelova mora postojati dostatna zračnost z koja će osigurati kapilarno prodiranje lema. Zračnost ovisi o vrsti lema, vrsti metala spojnih dijelova, te o obliku i veličini površina na mjestu spoja i najčešće je od 0,02 do 0,4 milimetra. 
Tako je na primjer za meko lemljenje čeličnih dijelova kositrenim lemom potrebna zračnost z manja od 0,1 mm, a ako su dijelovi od bakra i njegovih slitina, tada je zračnost z od 0,1 do 0,2 mm. Pri tvrdom lemljenju čeličnih dijelova s mjedenim lemom potrebna je zračnost z od 0,05 do 0,25 mm, a za srebrni je lem zračnost z od 0,02 do 0,15 mm. Ako se tvrdo leme dijelovi od bakra i njegovih slitina, za mjedeni je lem zračnost z od 0,1 do 0,4 mm, a za srebrni je lem zračnost z od 0,05 do 0,25 mm. Pri lemljenju dijelova od aluminija i njegovih slitina, za meko lemljenje potrebna je zračnost z manja od 0,2 mm, a za tvrdo lemljenje manja od 0,6 mm. 

### Lemljeni spoj sa šavom
Lemljenje sa šavom oblik je lemljena sličan elektrolučnom zavarivanju, tako da se ponekad govori o zavarivačkom lemljenju. Krajevi dijelova obrade se tako da buduće spojno mjesto ima oblik šava V, polovičnog V, Y, X ili slično i postave se jedan do drugog na razmak veći od 0,5 mm. Rastaljeni se lemom popunjava razmak između krajeva spojnih dijelova. 

### Uvjeti za dobru čvrstoću spoja
Da bi lemljeni spoj imao dobru čvrstoću, treba ispuniti sljedeće uvjete:
- površine spojnih dijelova moraju biti metalno čiste i jednolično glatke (hrapavost površine do 20 µm);
- površine dijelova moraju biti zagrijane na radnu temperaturu lemljenja.

Čvrstoća se lemljenih površina u preciznoj mehanici provjerava samo u slučajevima znatnijih opterećenja. Češće se provjerava odrezna čvrstoća, a rjeđe vlačna. Provjera se provede prema lomnoj čvrstoći izabranog lema i pretpostavljenoj nosivoj površini lemnoga mjesta. Pri provjeri odrezne čvrstoće mora se predvidjeti koeficijent sigurnosti spoja (k ˃ 2). Uobičajeno je u preciznoj mehanici: k = 10 za meko lemljene spojeve i k = 4 do 6 za tvrdo lemljene spojeve. 
| Vrsta lema      | Lomna odrezna čvrstoća lema τL (N/mm2) |
| --------------- | -------------------------------------- |
| Kositreni lem   | 15 do 85                               |
| Cinkov lem      | do 120                                 |
| Mjedeni lem     | 150 do 250                             |
| Srebrni lem     | 150 do 280                             |
| Bakreni lem     | 140 do 200                             |
| Aluminijski lem | približna čvrstoći spojnih dijelova    |

## Najvažniji postupci lemljenja
Za postizanje lemljenog spoja najčešće se primjenjuju ovi postupci:
- lemljenje lemilom (električnim ili grijanim u plamenu);
- lemljenje plinskim plamenom;
- lemljenje u pećima (električnoj, plinskoj, mufolnoj);
- lemljenje u kupci lema;
- elektrootporno lemljenje
- elektroindukcijsko lemljenje,
- ultrazvučno lemljenje,
- lasersko lemljenje i drugi.

Čvrstoća lemnoga spoja najviše ovisi o čvrstoći lema i o uspješnosti površinskoga legiranja, ali se ne smije zanemariti ni utjecaj oblika lemnoga spoja koji se bira prema vrsti i veličini opterećenja, potrebnoj sigurnosti spoja i obliku spojnih dijelova. Mogući su mnogobrojni oblici lemnoga spoja.

### Plameno lemljenje
Mjesta spajanja ugriju se plamenikom ili plinskim napravama. Prije ili poslije zagrijavanja prisloni se lem na mjesto spoja ili ulaže u sastav. Ovaj postupak prikladan je i za meko lemljenje i za tvrdo lemljenje.

### Lemljenje pomoću lemila
Vruće, rukom ili strojem vođeno lemilo (električki ili plinsko grijano) ugrije mjesto lemljenja. Lem se prisloni ili se površine lemljenja prije toga pokositre. Lem se pri tome otapa i spaja oba dijela. Taj postupak dolazi u obzir samo za meko lemljenje.

### Lemljenje uronjavanjem
Prije lemljenja moraju se odgovarajućim pastama ili rastopinama obraditi mjesta koja moraju ostati nezalemljena. Dijelovi koji se spajaju urone se tada, u položaju u kojem moraju biti spojeni lemljenjem, u rastaljeni lem i na taj način se ugriju. Lem tada prodire u mjesta spoja i spaja oba dijela. Ovaj postupak prikladan je i za meko lemljenje i za tvrdo lemljenje.

### Lemljenje u peći
Lem se dodaje mjestu spajanja, a dijelovi se ugriju u plinskoj ili električnoj prolaznoj peći, u kojoj se obavi lemljenje. Ovaj postupak prikladan je i za meko lemljenje i za tvrdo lemljenje.

### Otporno lemljenje
Mjesto koje se spaja ugrije se, slično kao kod elektrootpornog zavarivanja, sabijanjem u kliještima ili na strojevima za elektrootporno lemljenje. Prethodno se ulaže lem. Ovaj postupak prikladan je i za meko lemljenje i za tvrdo lemljenje.

## Materijali mekog lema
Meki lem  je legura olova i kositra uz dodatak 0,5 - 3,5% antimona (Pb + Sn + Sb). Odnos olovo kositar ovisi o namjeni lema. Za limarske radove koristi se lem s većim sadržajem olova(i do 90%). Za lemljenje posuđa koristi se lem s 90% kositra i 1,3% antimona jer preko 9% olovo je otrovno.(Za meko lemljenje teških kovina (željezni, bakarni, nikalni materijali) dolaze u obzir olovno kositreni lemovi (PbSn lem) prema DIN 1707. Lemovi za lake kovine (aluminij i aluminijske slitine) prema DIN 8512 sastoje se uglavnom od kositra, cinka i kadmija. Kadmij snižava točku taljenja.

### Podjela
Svi lemovi se prema namjeni i sastavu dijele u 3 skupine:
- meki lemovi,
- tvrdi lemovi,
- aluminijski lemovi (meki aluminjski lemovi i tvrdi aluminjski lemovi).

Vrsta lema bira se prema postupku lemljenja, vrsti materijala spojnih dijelova, a katkad i prema posebnim zahtjevima koje mora ispunjavati lemni spoj. Od lemova se najčešće traže ova svojstva: određena temperatura tališta, sposobnost legiranja s metalima spojnih dijelova i određena čvrstoća. Katkada se zahtijeva da lem ima određenu električnu vodljivost (elektronika i elektrotehnika), kemijsku otpornost (kemijska i prehrambena industrija) i određenu boju (ukrasni predmeti). 
| Vrste lema            | Oznaka lema          | tL (˚C) |
| --------------------- | -------------------- | ------- |
| Meki kositreni lemovi | S. Sn 20             | 275     |
| Meki kositreni lemovi | S. Sn 30             | 249     |
| Meki kositreni lemovi | S. Sn 40             | 223     |
| Meki kositreni lemovi | S. Sn 60             | 185     |
| Meki kositreni lemovi | S. Sn 75             | 185     |
| Tvrdi mjedeni lemovi  | S. Cu 85 Zn          | 1 020   |
| Tvrdi mjedeni lemovi  | S. Cu 60 Zn          | 900     |
| Tvrdi mjedeni lemovi  | S. Cu 48 Zn          | 870     |
| Tvrdi mjedeni lemovi  | S. Cu 42 Zn          | 845     |
| Tvrdi srebrni lemovi  | S. Cu 55 Zn Ag 8     | 870     |
| Tvrdi srebrni lemovi  | S. Cu 55 Zn Ag 12    | 830     |
| Tvrdi srebrni lemovi  | S. Cu 55 Zn Ag 8 Cd  | 730     |
| Tvrdi srebrni lemovi  | S. Cu 55 Zn Ag 12 Cd | 700     |
| Aluminijski lemovi    | L – Al Si 12         | 590     |
| Aluminijski lemovi    | L – Zn Al 15         | 430     |
| Aluminijski lemovi    | L – Sn Zn 10         | 210     |
| Aluminijski lemovi    | L – Sn Pb Zn         | 220     |

#### Meki lemovi
Za meko se lemljenje najčešće koriste kositreni lemovi s različitim omjerom kositra i olova, opće oznake HRN – oznake S. Sn X, pri čemu S označuje da je to spojni materijal, a X je postotak kositra u njemu. Važno je znati da kositreni lemovi za lemljenje limene ambalaže u prehrambenoj industriji ne smiju zbog zdravstvenih razloga (poradi otrovnosti olova) sadržavati više od 10% olova. 
Za lemljenje elektroničkih komponenata i drugih na više temperature osjetljivih dijelova, često se koriste meki lemovi izrazito niskih tališta kao na primjer:
- Rose-slitina sastava 50% Bi + 25% Sn + 25% Pb (tL = 94 ˚C);
- Wood-slitina sastava 50% Bi + 25% Pb + 12,5% Sn + 12,5% Cd (tL = 70 ˚C).

#### Uobičajeni lemovi za manualno lemnjenje u elektrotehnici/elektronici

##### Olovni
- Sn60Pb40 kositar 60%, olovo 40 %
- Sn63Pb37 kositar 63%, olovo 37 %

##### Bezolovni
- Sn99.7Cu0.3   kositar 99.7%, bakar 0.3%
- Sn99Ag0.3Cu0.7   kositar 99%, srebro 0.3%, bakar 0.7%

#### Tvrdi lemovi
Tvrdi se lemovi dijele na: teško taljive (tL = 875 do 1 100 ˚C) i lako taljive (tL = 450 do 875 ˚C). Od tvrdih su lemova po HRN-u normirani mjedeni lemovi sastava Cu + Zn, opće oznake S. Cu X Zn (X je postotak Cu) i srebrni lemovi sastava Cu + Zn + Ag u kojima može biti od 8 do 50 % Ag. Njihova je HRN oznaka S. Cu X Zn Ag X (dva X-a postotci su bakra i srebra). Srebrni su lemovi najkvalitetniji (imaju veću čvrstoću, bolju električnu i toplinsku vodljivost i kemijsku otpornost), ali su skuplji od mjedenih lemova. Uz mjedene i srebrne lemove, koriste se i bakreni lemovi od 86 do 99,90% Cu, koji su normirani po DIN-u. 

#### Aluminijski lemovi
Aluminijski lemovi služe za lemljenje aluminija i aluminijskih slitina i mogu biti meki lemovi sastava na primjer: Sn + Zn, Zn + Al i Cd + Zn, i tvrdi sastava na primjer: Al + Si i Al + Si + Sn. Aluminijski su lemovi normirani po DIN-u (na primjer L – Sn Zn 10 i L – Al Si 10). 
Lemovi mogu imati ove oblike: lemna žica ili šipka, lemna vrpca ili folija, lemni prsten, lemna kupka i lem u obliku praha. Lemne žice i šipke mogu u jezgri sadržavati sredstvo za kemijsko čišćenje. 

## Osnove oblikovanja
Proširenja zračnosti raspora na pojedinim mjestima, između dijelova koji se spajaju, smanjuju kapilarno djelovanje, a suženja štete protoku oksidima obogaćene taline. Naročito su kritična suženja koja se nadovezuju na proširenja zračnosti raspora. Brazde od obrade, koje teku okomito na tok lemljenja, sprječavaju tečenje ako su dublje od 0,05 do 0,1 h (visina). Brazde u smjeru tečenja djeluju kao kanali i potpomažu tečenje, tako da se češće i posebno izrađuju, ako se na primjer traži točan centričan položaj dijelova koji se spajaju. 

### Limovi
Čeoni spojevi nisu prikladni zbog svoje male površine lemljenja. Najbolji su prijeklopni spojevi i spojevi s podmetačima. Zakošenjem preklopnih sastavnih dijelova u spoju ili podmetača na mjestu spajanja lemljenjem, blaže se skreće tok sila, a time se povećava čvrstoća. Korisna je duljina preklopa l = 3 do 4 s (debljina lima).

### Cijevi
Čeone spojeve najbolje je tvrdo lemiti. Stožasta izrada krajeva povećava površinu lemljenja. Cijevi debljine stijenke ispod 2 mm i cijevi koje treba meko lemiti, spajaju se dodatnim prstenom ili se na jednom kraju prošire da bi se dobio preklopni spoj.

### Okrugle šipke
Čeono lemljenje krajeva okruglih šipki ne preporučuje se. Bolje je da se krajevi šipke ulože u provrt, koji ostavlja zračnost za ulaz lema. 

### Spremnici
Za lemljenje posuda ili spremnika, vrijede slična pravila kao za limove. Lemljene posude se mogu računati kao zavarene. Posebni standardi definiraju maksimalne debljine stijenki i vrijednosti.

## Čvrstoća
Meko lemljenim spojevima dinamička čvrstoća brzo pada i ne treba ih izlagati dinamičkim naprezanjima. Koeficijenti sigurnosti se uzimaju od 2 do 4.

## Postupak lemljenja
Lemljenje se može primijeniti u radionicama ili servisima za pojedinačne spojeve ili u različitim industrijama pri serijskoj i masovnoj proizvodnji. Može se izvesti ručno ili se može automatizirati. Za lemljenje treba imati izvor topline, lem i sredstva za čišćenje površine na spojnom mjestu. 
S površina spojnih dijelova na mjestu spoja moraju se ukloniti masnoće i korozija. Čišćenje može biti:
- odmašćivanje s pomoću organskih otapala kao što su trikloretilen, alkohol za čišćenje, aceton i slično;
- mehaničko čišćenje debljih korozivnih naslaga s pomoću čeličnih četaka, brusnog papira, brusnih ploča ili pjeskarenjem;
- kemijsko čišćenje dezoksidacijskim sredstvom (talilom) kojime se odstranjuje tanki korozivni sloj prije, ali i u tijeku lemljenja.

Dezoksidacijska sredstva (talilo) mogu biti u obliku tekućine, paste ili praha. Kemijski sastav talila ovisi o vrsti metala spojnih dijelova. Temperatura taljenja dezoksidacijskoga sredstva mora biti niža od tališta lema da bi se ono razlilo na mjestu spoja, otopilo korozivne sastojke i isplivalo kao troska na površinu rastaljenog lema. Za meko lemljenje najčešće se koriste salmijak (NH4Cl), cinkov klorid (ZnCl2), a u elektronici kolofonij. Za tvrdo se lemljenje najčešće upotrebljavaju boraks (Na2B4O7 x 10 H2O) i kloridi ili fluoridi lakih metala, na primjer LiCl, BeCl2 i LiF.
Lemljeni spojevi na koje se postavljaju visoki zahtjevi, poput električne vodljivosti, čvrstoće i određenoga kemijskoga sastava, mogu se postići lemljenjem u struji zaštitnih plinova helija, argona ili dušika ili lemljenjem u vakuumu.  

## Primjena lemljenja
Lemljenje se ubraja među najvažnije postupke spajanja u preciznoj mehanici, elektrotehnici i elektronici, jer se međusobno mogu spojiti dijelovi od različitih metala i dijelovi od nemetala. 
Mekim se lemljenjem najčešće spajaju dijelovi od čelika, bakra, mjedi, bronce i metalizirani nemetalni dijelovi od polimernih materijala, kartona, porculana i drugoga. Meki lemljeni spojevi nemaju osobitu čvrstoću, ali su zbog niskih temperatura izvedbe pogodni za dijelove od toplinski osjetljivih materijala i dijelove kod kojih ne smiju nastati strukturne promjene ni deformacija oblika. Meko je lemljenje osobito često u elektrotehnici i elektronici, na primjer u radioindustriji, TV industriji, industriji računala, mobitela, videa, glazbenih uređaja i u limarskoj tehnici.
Tvrdim se lemljenjem postižu spojevi veće čvrstoće nego mekim lemljenjem, ali se u preciznoj mehanici rjeđe izvodi zbog viših temperatura. Postupkom tvrdog lemljenja mogu se spojiti dijelovi od čelika, čeličnoga lijeva, lijevanih željeza, bakra i njegovih slitina, slitina nikla i plemenitih metala. Tvrdim se lemljenjem spajaju cijevi međusobno, prirubnice ili posude s cijevima, oštrice od tvrdih metala s čeličnim tijelom alata, spajaju se slojevi bimetalnih opruga, zatvara se cijevna opruga i tako dalje. Tvrdo je lemljenje često u limarskoj tehnici, cjevarstvu i industriji kućanskih aparata.
Dijelovi od aluminija i njegovih slitina češće se leme tvrdim, a rjeđe mekim lemljenjem uz obaveznu upotrebu aluminijskih lemova.